# Danny Berrios
Danny Berrios é um conhecido pregador e cantor de música cristã contemporânea em espanhol.

## Biografia
Danny Berrios é considerado como um dos músicos e cantores que tiveram um papel importante como precursores da música cristã contemporânea em espanhol. Começou a tocar piano aos nove anos de idade e aos doze, iniciou seus estudos de canto. Seu pai foi um pregador conhecido e um grande evangelista portorriquenho, José Pepito Berrios e sua mãe, Clara Berrios, de nacionalidade cubana.
Danny Berrios iniciou oficialmente seu ministério em 1980. Neste mesmo ano, foi cantar pela primeira vez em Quetzaltenango, Guatemala, em uma campanha evangelística juntamente com seu pai.
Em 1986 recebeu um Disco de Ouro da gravadora Polygram do Brasil pela venda de mais de 100.000 cópias de seu primeiro disco, "Gloria a Dios", levando em consideração que esta gravação foi feita em espanhol, e não em português. A propósito, durante a década de 1980, o trabalho de Danny Berrios foi bastante difundido no Brasil, fato este que lhe rendeu até uma citação em sua homenagem na música "Arca: Festa Evangélica de Arromba", do cantor e compositor Janires, a qual foi gravada no álbum Janires e Amigos  (mais tarde, creditado como álbum do Rebanhão).
Danny já visitou mais de 30 países incluindo toda América Central, América do Sul e o Caribe. Já gravou 20 álbuns, sendo três deles em português, um em inglês e dezesseis em espanhol. Tem também ministrado em cruzadas de conhecidos pregadores hispanos: Luis Palau, Alberto Moteéis e Yiye Avila entre outros. Também tem estado junto com prestigiados pregadores americanos como Billy Graham, Morris Cerullo, Jimmy Swaggart, Larry Lee, Steve Fatow e Larry Jones entre outros.
Berrios já chegou também a regravar vários sucessos de cantores brasileiros como: "Hino da Vitória", da compositora Rozeane Ribeiro (interpretado por Cassiane) e "O Segredo é Louvar", do compositor Elizeu Gomes (interpretado por Lauriete).
Danny Berrios é pai de 5 filhos, 4 meninas e um menino. Atualmente, vive em Houston, Texas, junto com sua esposa, Alma Berrios.

## Discografia
- 1982: Gloria a Dios
- 1983: Un Canto para Ti
- 1984: El Es Jehova
- 1985: Juntos Venceremos
- 1986: Aquí Estoy
- 1987: Sigo Confiando en Ti
- 1989: Levanta La Luz
- 1990: Dios se esta Moviendo
- 1991: El me Salvo
- 1992: Todos los dias es Navidad
- 1993: Solo en Jesús
- 1994: Proyecto somos uno en Jesús
- 1995: Naci para Adorar
- 1997: Agua Viva
- 2003: El Secreto Es Alabar
- 2003: De Fe en Fe de Gloria en Gloria
- 2007: En Vivo desde Centro de las Bellas Artes
- 2007: Dios Cuida de Mi
- 2009: Voy A Profetizar
- 2012: Aferrate A La Fe

## Outros Projetos
- Glória a Deus (português)
- Ele é Jeová (português)
- Juntos Venceremos (português)
- Born To Worship (inglês)